# Autoimmun-Regulator
Das Protein Autoimmun-Regulator (AIRE) ist ein Transkriptionsfaktor, der an der Vermeidung von Autoimmunität bei der Bildung von T-Zellen beteiligt ist.

## Eigenschaften
AIRE wird am Übergang der Rinde zum Mark des Thymus in Epithelzellen (mTEC, von englisch medullary Thymic Epithelial Cells) gebildet. Die mTEC sind CD45-negativ, CD40-, CD80- und PD-L1-positiv, EpCAM-positiv, UEA1-positiv Cytokeratin-5-positiv und Cytokeratin-14-positiv. AIRE bindet an das CREB-Binding-Protein. Weiterhin induziert AIRE als Transkriptionsfaktor die Genexpression mehrerer tausend verschiedener gewebsspezifischer Autoantigene, die nach einem Abbau im Proteasom über die Translokase TAP in das endoplasmatische Retikulum transportiert werden, wo sie an MHCI-Proteine binden. Aus dem endoplasmatischen Retikulum erfolgt die Exozytose der Autoantigene an die Zelloberfläche. Auf der Zelloberfläche werden die Autoantigene an MHCI-Proteine gebunden präsentiert. Binden entstehende T-Zellen daran, wird in diesen autoreaktiven T-Zellen die Apoptose ausgelöst (Negativselektion). Dadurch ist AIRE an der Ausbildung einer zentralen Immuntoleranz gegen Autoantigene beteiligt. Bei fehlerhafter Negativselektion können T-Zell-basierte Autoimmunerkrankungen entstehen. Weiterhin induziert AIRE die Ausbildung von regulatorischen T-Zellen, die zur peripheren Immuntoleranz beitragen.
Ein Gendefekt im Gen von AIRE ist an der Entstehung der Autoimmunerkrankung APECED beteiligt.